# Alston Scott Householder
Alston Scott Householder (5. května 1904, Illinois, USA – 4. července 1993, Kalifornie, USA) byl americký matematik a biolog, který se zabýval numerickou matematikou a výzkumem v oblasti aplikací matematiky v biologii. A. S. Householder je objevitelem householderovy transformace a householderovy metody.

## Život a dílo

### Mládí a studia
Householder strávil svoje dětství v Alabamě, kam se jeho rodiče přestěhovali brzy po jeho narození. Po dokončení střední školy se Householder přihlásil na Severozápadní univerzitu v Evanstonu, kde se rozhodl studovat filozofii a kde roku 1925 získal titul BA. Dále ve studiu filozofie pokračoval na Cornellově univerzitě v Ithace, kde roku 1927 získal titul MA. Po dokončení studií na univerzitě se Householder nějaký čas věnoval vyučování matematiky avšak zanedlouho se na univerzitní půdu vrátil. Roku 1937 získává Householder ve svých 33 letech doktorát na Chicagské univerzitě, za svoji práci na téma Variační počet.

### Výzkum v oblasti matematické biologie (1937–1950)
Přestože byl Householder především matematik, zajímal se také v nemalé míře o biologii a aplikaci matematických postupů v rámci této vědní disciplíny. Od roku 1937 strávil Householder osm let výzkumem v oblasti biologie a aplikované matematiky v institutu pro matematickou biologii na Chicagské univerzitě.

Roku 1944 Householder společně se svým kolegou Herbertem Landahlem vydává publikaci Matematická biofyzika centrálního nervového systému, původní název: Mathematical Biophysics of the Central Nervous System. Téhož roku Houselhoder institut pro matematickou biologii opouští, svůj výzkum pozastavuje a zapojuje se do válečné pomoci, avšak záhy po skončení války, roku 1946 nastupuje do oddělení matematického výzkumu v národních laboratořích v Oak Ridge.

Householderova práce, založená na systematizaci a matematickém popisu biologických procesů a výzkumu v oblasti numerická matematiky získává díky rychlému rozvoji výpočetní techniky na významu. Roku 1948 je Householder jmenován vedoucím výzkumu v oblasti matematiky v laboratořích v Oak Ridge, definitivně opouští výzkum v oblasti matematické biologie a věnuje se již plně numerické matematice.

### Výzkum v oblasti numerické matematiky (1950–1969)
Roku 1950 vydává Householder publikaci, která pojednává o numerických řešeních soustav lineárních rovnic, s názvem Some numerical methods for solving systems of linear equations. Roku 1964 Householder přichází s další knihou, s názvem: The theory of matrices in numerical analysis. Householder formuluje tzv. householderovu transformaci, která popisuje převod čtvercové, symetrické matice řádu n na třídiagonální tvar.

Householder nebyl jen výborným matematikem, ale také významně pracoval pro matematickou komunitu. Zejména organizoval první čtyři ročníky Gatlinburského sympózia numerické lineární algebry, které bylo později na jeho počet pojmenované po něm. První z těchto setkání se uskutečnilo v dubnu roku 1961, další následovala v letech 1963, 1964, 1969.

### Přednášení na univerzitě (1969–1974)
Roku 1969 Householder opouští po bezmála 25 letech Oak Ridge a přijímá místo profesora matematiky na univerzitě v Tennessee. Téhož roku je Householder oceněn vyznamenáním Harry M. Gooda a částkou 2000 dolarů od výboru pro informační technologie.

### Odpočinek
Po pěti letech strávených přednášením na univerzitě v Tennessee odešel Householder do důchodu. I po svém odchodu z Oak Ridge však pokračoval v organizování sympózií — ta pouze změnila místo konání, které se přesouvá mezi městy v Západní Evropě a Severní Americe, a pochopitelně také jméno — původně Gatlinburské sympozium pokračuje pod názvem Householderovo symposium s přibližně tříletou periodou doposud (XXI. symposium proběhne v roce 2022 v Bari). Z Roku 1993 Alston Scott Householder umírá ve věku 89 let.

Na XIII. sympóziu roku 1996 ve švýcarském městě Pontresia pronesl Friedrich L. Bauer o Householderovi toto: Alston Householder vedl plnohodnotný život, plný přátel a lidí, kteří ho obdivovali. Byl Američanem v pravém slova smyslu, liberální a sociálně uvědomělý. Byl to kosmopolitní člověk s perfektní znalostí mnoha cizích jazyků a kultur. Byl proslulým matematikem. Ale především byl přátelskou, lidskou bytostí a bude nám velmi chybět.

## Osobní život
Householder byl dvakrát ženat. S první ženou Belle Householder, která zemřela roku 1975, měl děti Johna a Jackie. Roku 1984 se znovu oženil s Heidi (Vogg) Householder.

## Publikace
- Mathematical Biophysics of the Central Nervous System 1944
- Some numerical methods for solving systems of linear equations 1950
- The theory of matrices in numerical analysis 1964

## Členství v organizacích
- prezident American Mathematical Society
- prezident SIAM
- prezident Association for Computing Machinery
- člen redakčního výboru časopisu Psychometrika
- člen redakčního výboru časopisu Numerische Mathematik
- člen redakčního výboru časopisu Linear Algebra and Its Applications
- hlavní editor časopisu SIAM Journal on Numerical Analysis
- hlavní organizátor Gatlinburg Conferences (dnešní Householder Symposia)